# Flămânzi
Flămânzi est une ville de Moldavie roumaine, dans le județ de Botoșani.